# Hrabstwo Elkhart

Piramida wieku hrabstwa

Hrabstwo Elkhart (ang. Elkhart County) – hrabstwo w stanie Indiana w Stanach Zjednoczonych.

## Geografia
Według spisu z 2010 roku obszar całkowity hrabstwa obejmuje powierzchnię 467,97 mili2 (1212,04 km²), z czego 463,17 mili2 (1199,6 km²) stanowią lądy, a 4,80 mili2 (12,43 km²) stanowią wody. Według szacunków United States Census Bureau w roku 2012 miało 199 619 mieszkańców. Jego siedzibą administracyjną jest Goshen.

### Miasta
- Bristol
- Elkhart
- Goshen
- Nappanee
- Middlebury
- Millersburg
- Wakarusa

### CDP
- Dunlap
- New Paris
- Simonton Lake